# 草葉隆圓
草葉 隆圓（くさば りゅうえん、1895年（明治28年）3月13日 - 1966年（昭和41年）9月20日）は、日本の社会福祉事業家、政治家、僧侶。参議院議員（4期）、厚生大臣（第24代）。雅号・隆月。

## 経歴
福岡県出身。1920年（大正9年）、大谷大学を卒業し欧米に留学。1921年（大正10年）から社会福祉事業に従事し、愛知県遺友会会長となる。
1947年（昭和22年）4月、第1回参議院議員通常選挙に愛知地方区から出馬し当選（任期3年）。以後、第2回、第4回、第6回参議院議員通常選挙で再選され、連続4回当選を果たした。
参議院議員としては、参議院在外同胞引揚問題に関する特別委員長、同議院運営委員長、同外務委員長、同日米安全保障条約等特別委員長を務める。その他、自由党総務、同党国会対策委員長、参院自由民主党政策審議会長、臨時恩給等審議会委員、売春対策審議会委員、皇居造営審議会委員などを歴任。
また、1950年（昭和25年）7月、第3次吉田内閣の外務政務次官に任命され、単独講和に向けての準備に従事し、サンフランシスコ講和会議全権顧問を務めた。1954年（昭和29年）1月、第5次吉田内閣の厚生大臣に就任。
1965年（昭和40年）春の叙勲で勲一等瑞宝章受章（勲五等からの昇叙）。
1966年（昭和41年）9月20日、現職のまま死去、71歳。死没日をもって従五位から従三位に叙され、銀杯一組を賜った。

## ギャラリー

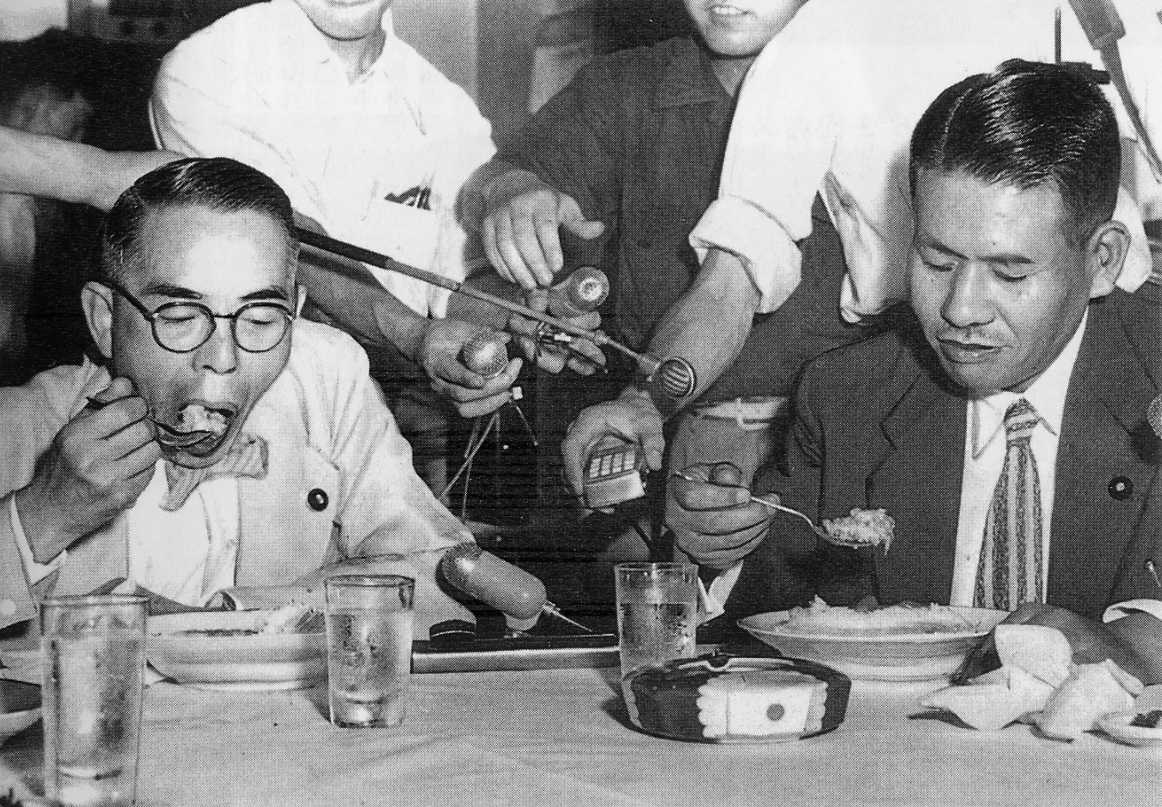
黄変米を試食してアピールする草葉隆圓(左)